# Archidiecezja Gorycji
Archidiecezja Gorycji – archidiecezja metropolitalna Kościoła rzymskokatolickiego w północno-wschodnich Włoszech, w świeckim regionie Friuli-Wenecja Julijska, w regionie kościelnym Triveneto.
Została erygowana w 1751 roku, od razu w randze archidiecezji. W 1791 została połączona z sąsiednią diecezją Gradisca, które to miasto zostało wówczas dopisane do nazwy archidiecezji. Podczas reformy administracyjnej Kościoła włoskiego z 1986 roku powróciła do swojej pierwotnej nazwy.